# SGゾネンホフ・グロースアスパッハ
SGゾネンホフ・グロースアスパッハ（ドイツ語: Sportgemeinschaft Sonnenhof Großaspach e. V.）は、1994年に成立したドイツのスポーツクラブ。クラブのメンバーは約1,300人で、ヴュルテンベルクのアスパッハを本拠地とする。サッカーのほか、器械体操、卓球、ボウリングなどの活動も行っている。クラブカラーは赤と黒である。

## 歴史
1994年、地元クラブの合併によって成立した。当初はLandesliga Württembergに所属した。2001/02年のシーズンに優勝し、Verbandsliga Württembergに昇格を果たした。その後、2004/05年のシーズンで同リーグでも優勝を果たし、さらにOberliga Baden-Württembergへと昇格した。その後の同リーグでは14位、13位とかろうじて降格を逃れる順位にとどまったが、2008/09年のシーズンに優勝を成し遂げ、5部リーグから4部リーグ（レギオナルリーガ）へと昇格した。 ホームとなるスタジアム（Sportpark Fautenhau）は約3000人の観客が収容できるが、レギオナルリーガの試合開催に求められる条件を満たしていないため、基準に沿うように2009年夏よりスタジアムの建て替えにとりかかった。スタジアムの建て替え期間においては、ホームゲームはハイルブロンのFrankenstadionで代替開催される。2014年の昇格プレーオフに勝利し、初の3部昇格を果たす。

## タイトル

### 国内タイトル
- レギオナルリーガ・ズッドヴェスト
  - 2014
- WFVポカール
  - 2009

### 国際タイトル
なし

## 過去の成績
| シーズン | ディビジョン             | ディビジョン | ディビジョン | ディビジョン | ディビジョン | ディビジョン | ディビジョン | ディビジョン | ディビジョン | DFBポカール |
| シーズン | リーグ                   | 試           | 勝           | 分           | 敗           | 得           | 失           | 点           | 順位         | DFBポカール |
| -------- | ------------------------ | ------------ | ------------ | ------------ | ------------ | ------------ | ------------ | ------------ | ------------ | ----------- |
| 2009–10  | レギオナルリーガ・南部   | 34           | 13           | 7            | 14           | 53           | 44           | 46           | 12位         | 1回戦敗退   |
| 2010–11  | レギオナルリーガ・南部   | 30           | 8            | 9            | 13           | 29           | 44           | 33           | 14位         |             |
| 2011–12  | レギオナルリーガ・南部   | 34           | 21           | 6            | 7            | 78           | 40           | 69           | 2位          |             |
| 2012–13  | レギオナルリーガ・南西部 | 36           | 15           | 13           | 8            | 62           | 36           | 58           | 4位          | 1回戦敗退   |
| 2013–14  | レギオナルリーガ・南西部 | 34           | 23           | 6            | 5            | 71           | 37           | 75           | 1位          |             |
| 2014-15  | ブンデスリーガ3部        | 38           | 12           | 10           | 16           | 39           | 60           | 46           | 15位         |             |
| 2015-16  | ブンデスリーガ3部        | 38           | 14           | 12           | 12           | 58           | 47           | 54           | 7位          |             |
| 2016-17  | ブンデスリーガ3部        | 38           | 14           | 9            | 15           | 48           | 48           | 51           | 10位         |             |
| 2017-18  | ブンデスリーガ3部        | 38           | 12           | 11           | 15           | 55           | 60           | 47           | 14位         |             |
| 2018-19  | ブンデスリーガ3部        | 38           | 9            | 18           | 11           | 38           | 39           | 45           | 15位         |             |
| 2019-20  | ブンデスリーガ3部        | 38           | 8            | 8            | 22           | 33           | 67           | 32           | 19位         |             |
| 2020-21  | レギオナルリーガ・南西部 | 38           |              |              |              |              |              |              | 位           |             |

## 歴代監督
- トーマス・レッシュ 2008-2009
- リュディガー・レーム 2015-2016
- オリヴァー・ツァペル 2016-2017
- サッシャ・ヒルデマン 2017-

## 歴代所属選手
- タクシアルヒス・ファウンタス 2017-2018